# La Quiaca
La Quiaca – miasto w Argentynie, w prowincji Jujuy, stolica departamentu Yavi.
Według danych szacunkowych na rok 2010 miejscowość liczyła 16 874 mieszkańców.